# عمليات إغلاق كوفيد-19 من قبل الدول
فرضت الدول والأقاليم حول العالم عمليات إغلاق متفاوتة الصرامة استجابةً لجائحة كوفيد-19.
بعضها تضمّن السيطرة على كامل الحركة، في حين فرض البعض الآخر تقييدات على أساس الوقت. في العديد من الحالات، سُمح فقط للأعمال الأساسية بالبقاء مفتوحة. المدارس، الجامعات والكليات قد أُغلقت سواء على الصعيد الوطني أو المحلي في 63 دولة، تؤثر على ما يُقارب 47% من سكان طلاب العالم.
بدءًا من أول إغلاق في مقاطعة هوبي الصينية و على الصعيد الوطني في إيطاليا في مارس، استمرت العديد من الدول بتنفيذ عمليات الإغلاق طوال عامي 2020 و 2021. في 24 مارس من عام 2020 كان مجموع سكان الهند البالغ عددهم 1.3 مليار نسمة مطلوب منهم البقاء في المنزل في أثناء عمليات الإغلاق خاصتهم، ما جعلها أكبر جائحة. أكبر عملية إغلاق في العالم استمرت 234 يوم في بوينس آيرس، الأرجنتين في 2020. في أكتوبر 2021، مدينة ملبورن، أستراليا، ومناطق محددة في بيرو وتشيلي قضت معظم الأيام التراكمية في وضع الإغلاق على فترات منفصلة، على الرغم من تفاوت التدابير بين هذه البلدان.
لم تستخدم بعض الدول والأقاليم هذه الاستراتيجية، من ضمنها اليابان، وبيلاروسيا، والسويد، وكوريا الجنوبية، وهونغ كونغ، وتايوان، وتنزانيا، وولايتين في البرازيل، وولايات محددة من الولايات المتحدة.

## الدول والأقاليم مع عمليات الإغلاق

### الأرجنتين
في 19 مارس من عام 2020، أعلن الرئيس البيرتو فيرنانديز عن الإغلاق الإلزامي لكبح انتشار فيروس كورونا. بدأ نفاذه من 20 مارس 2020 حتى 31 مارس 2020. كان من بين أشد الإجراءات صرامةً في المنطقة.
شملت "العزلة الاجتماعية الوقائية والإلزامية" الإجراءات التالية:
- الإغلاق الإلزامي لجميع السكان،
- وتحرك يوم ماليفناس من 2 أبريل إلى 31 مارس 2020،
- وقبول شراء الطعام، والأدوية، واحتياجات المنتجات الأولية،
- والسيطرة العابرة في الشوارع من قبل المحافظة البحرية، والدرك الوطني، والشرطة الاتحادية،
- ومعاقبة من لا يبرر عبورهم في الشارع وفق قانون العقوبات،
- والاستثناءات من الإغلاق للولاية، الصحة، منتجات الطعام، منتجات الأدوية وعاملين صناعة النفط، وقوات الأمن،
- وإنشاء دائرة حكومية تعتني بالوباء والقضايا الاقتصادية،
- وإرشادات لتخفيف الوضع بالنسبة للقطاع غير الرسمي.

في 29 مارس 2020، أعلن فيرنانديز أن الإغلاق الإلزامي سوف يُمدد لغاية 12 أبريل 2020.
لقي إعلان الإغلاق استقبالًا حسنًا بشكل عام، على الرغم من وجود مخاوف بشأن تأثيره الاقتصادي على حالة الأرجنتين الاقتصادية الحساسة بالفعل، مع توقع المحللين انخفاض الناتج المحلي الإجمالي بنسبة 3%؜ على الأقل في عام 2020. تحسنت صورة فيرنانديز خلال الأسابيع الأولى من الإغلاق وفقًا لبعض الدراسات الاستقصائية، ولكنها تراجعت لاحقًا بشكل طفيف في أبريل 2020 بسبب إطالة عمليات الإغلاق، أجرت جامعة بوينس آيرس دراسات استقصائية أيضًا، وافقت فيها معظم الناس على الإجراءات التي اتخذها الرئيس.
أعلن فيرنانديز عن دفعة طارئة لمرة واحدة قدرها 10000 بيزو أرجنتيني (154 دولار أميركي) للأفراد ذوي الدخل المنخفض الذين تضرر دخلهم بالحظر، بما في ذلك المتقاعدين. لأنه جرى استبعاد البنوك من قائمة الشركات التي كانت تعد أساسية في مرسوم الإغلاق الصادر عن فرنانديز، ظلت مغلقة حتى أعلن البنك المركزي أن البنوك ستفتح خلال عطلة نهاية الأسبوع التي تبدأ في 3 أبريل 2020.

### أستراليا
نفذت عدد من ولايات، أقاليم أستراليا ومدنها حظر استجابةً للجائحة. دخلت البلاد حظرًا وطنيًا عام في 23 مارس 2020 في أثناء الموجة الأولى من الجائحة، الذي رُفع في 15 مايو.
دخلت ولاية فيكتوريا، خاصةً أنها عاصمة ملبورن، ثاني أكبر مدينة سكانية في البلاد بـ 5 مليون نسمة، بحظر طويل من 7 يوليو 2020 استجابةً للتفشي سريع النمو في المجتمع. التدابير الأولية تضمنت إغلاق جميع الخدمات غير الأساسية، بما فيها أماكن الترفيه والصالات الرياضية. جرى السماح لمؤسسات المطاعم والحانات بفتح أماكن الوجبات السريعة والتوصيل فقط. طلب من المدارس ومنشآت رعاية الأطفال أيضًا الإغلاق. أصبحت أغطية الوجه إلزامية اعتبارًا من 23 يوليو 2020، مع غرامة قدرها 200 دولار أسترالي لعدم الامتثال لمن هم فوق سن 12 عامًا، على الرغم من أنه يمكن الحصول على إعفاءات رسمية. كان من المقرر في البداية أن تستمر ستة أسابيع، تم تشديد القيود أكثر في 2 أغسطس بعد استمرار تزايد الحالات، بما في ذلك حظر السفر لمسافة تزيد عن خمسة كيلومترات من مكان الإقامة، وحظر التجول الليلي من الساعة 8 مساءً حتى الساعة 5 صباحًا، والحد لمدة ساعة واحدة لممارسة الرياضة في الهواء الطلق، والحد الأقصى المسموح به لشراء الضروريات لشخص واحد يوميًا، والتجمعات العامة بشخصين كحد أقصى. جرى تخفيف القيود تدريجياً مع انخفاض معدل الحالات، وجرى رفعها بالكامل في 28 أكتوبر.بمدة إجمالية قدرها 112 يومًا، كان الإغلاق الفيكتوري في ذلك الوقت أطول فترة مستمرة لإغلاق كوفيد-19 على مستوى العالم اعتبارًا من أكتوبر 2020. نتج عن الإغلاق عدم تسجيل الولاية أي حالة نشطة من فيروس كورونا في نوفمبر 2020.

### النمسا
فرضت النمسا تدابير الإغلاق في نوفمبر 2021، ولكنها طُبقت على الأشخاص الذين لم يتلقوا اللقاح فقط، استجابة لزيادة الحالات وانخفاض معدل التطعيم. فرضت البلاد إغلاقًا على جميع المواطنين بعد بضعة أيام، ما يجعلها أول دولة أوروبية تعيد تطبيق مثل هذه الإجراءات في شتاء 2021.

### بنغلاديش
أعلنت بنغلاديش في 22 مارس 2020 عن إغلاق مدته عشرة أيام بدءًا من 26 مارس. مُدد الإغلاق في البلاد عدة مرات حتى 30 مايو.

### كمبوديا
أصدرت حكومة كمبوديا في 15 أبريل 2021 أمرًا صارمًا بالبقاء في المنزل في جميع أنحاء بنوم بنه وتخماو استجابة لأكبر تفش لوباء كوفيد-19 في البلاد. أُعلنت بعض المناطق «مناطق حمراء»، ومُنع الناس من مغادرة منازلهم باستثناء حالات الطوارئ الطبية. دخلت سيهانوكفيل أيضًا إغلاقًا في 24 أبريل.

### كندا
في يناير 2020، ظهرت أول حالة مفترضة جرى التعرف عليها في كندا لرجل يبلغ من العمر 56 عامًا سافر إلى ووهان الصينية، قبل أن يعود إلى تورونتو في 22 يناير. أصدرت كندا تحذيرًا من السفر غير الضروري إلى الصين بسبب تفشي المرض، وشمل ذلك تحذير سفر إقليمي يقضي بتجنب جميع الرحلات إلى مقاطعة خوبي.